# Great Cranberry Scandal
Der Great Cranberry Scandal (übersetzt „Der große Cranberry-Skandal“) oder Cranberry Scare bezeichnet einen vermeintlichen Lebensmittelskandal, der 1959 kurz vor Thanksgiving in den USA Aufsehen erregte.

## Ablauf der Ereignisse
Das Herbizid Amitrol oder Aminotriazol war 1957 vom US-Landwirtschaftsministerium für den Einsatz auf Cranberry-Feldern zugelassen worden. Damit verbunden war die Auflage, es nur nach der Ernte anzuwenden, woran sich einige Farmer offenbar nicht hielten. Die Lebensmittelbehörde (Food and Drug Administration oder FDA), beschlagnahmte 1957 mehrere Partien amitrolbelasteter Cranberries. Sie wurden in Kühlhäusern eingelagert, bis die Gefährlichkeit der Chemikalie geklärt war. Laut einer 1959 abgeschlossenen Langzeitstudie verursacht Amitrol bei Ratten Schilddrüsenkrebs. 1958 war das Food Additives Amendment (nach seinem Initiator auch Delaney Amendment) zum Food, Drug and Cosmetic Act von 1938 erlassen worden. Es schrieb vor, dass Lebensmittel keinerlei Spuren von im Tierversuch krebserregenden Substanzen enthalten dürften. Die FDA ließ die tiefgefrorenen Beeren daher vernichten. 
Am 9. November 1959, wenige Wochen vor Thanksgiving, gab Gesundheitsminister Arthur Flemming eine Pressekonferenz wegen der Amitrol-Rückstände. Er empfahl den Verbrauchern, keine Cranberries zu kaufen, bevor die FDA die gesamte Ernte auf Amitrol geprüft habe. Die Empfehlung kam just zu der Zeit, in der die Amerikaner normalerweise für das traditionelle Thanksgiving-Essen große Mengen dieser Beeren kauften, und erregte damit landesweit Aufsehen. 
Sowohl die Cranberry-Produzenten als auch die Hersteller von Amitrol (American Cyanamid und Amchem) protestierten heftig, zumal im fraglichen Jahr keine belasteten Beeren gefunden worden waren. Die Preise für Cranberries gingen dennoch stark zurück, große Supermarktketten stoppten den Verkauf und einige Restaurants nahmen die Beeren von ihren Speisekarten. Um die Öffentlichkeit zu beruhigen, gab Landwirtschaftsminister Ezra Taft Benson bekannt, in seiner Familie würden zu Thanksgiving Cranberries serviert. Selbst als Vizepräsident Richard Nixon bei einem Dinner in Wisconsin Rapids vier Portionen Cranberries aß, war dies der New York Times am 15. November eine Meldung wert.
Indem sie auch die Labors der Cranberry-Anbauer nutzte und zusätzliches Personal einsetzte, konnte die FDA rechtzeitig vor Thanksgiving sämtliche Bestände überprüfen. Daher legte sich die Aufregung schnell wieder und die Sache geriet in Vergessenheit.

## Nachwirkungen
Dem Skandal kommt eine Bedeutung in Zusammenhang mit dem Buch „Der stumme Frühling“ (Silent Spring) der Wissenschaftsautorin Rachel Carson zu. Sie wohnte den Anhörungen der FDA bei, bei denen die erlaubten Mengen an Rückständen neu festgelegt werden sollten. Das aggressive Auftreten von Vertretern der Pestizidhersteller, deren Aussagen im Widerspruch zu den meisten wissenschaftlichen Arbeiten standen, die sie in Zusammenhang mit ihren Recherchen gelesen hatte, entmutigte sie und machten ihr auch deutlich, dass die chemische Industrie ein erhebliches finanzielles Interesse an einer Fortsetzung der Sprühaktionen hatte. Sie machten ihr auch klar, dass sie sich mit einem Buch, das den großräumigen Einsatz von Pestiziden kritisierte, massiven Angriffen seitens der chemischen Industrie aussetzen würde. Gleichzeitig trug der Skandal aber auch dazu bei, die Öffentlichkeit auf die Problematik von Pestizidrückständen in Nahrungsmitteln hinzuweisen. Synthetische Pestizide waren erst seit Mitte der 1940er Jahre in der Landwirtschaft im Einsatz: DDT wurde beispielsweise erst im August 1945 für den privaten Gebrauch freigegeben. Der Great Cranberry Scandal fällt zudem in die Zeit, in der mit großräumigen Sprühaktionen DDT von Flugzeugen ausgebracht wurde, um eingeschleppte Insekten wie Japankäfer, Feuerameisen und Schwammspinner zu bekämpfen. Diese Sprühflüge waren zunehmend auf Widerstand in der Bevölkerung gestoßen. 
Die amerikanische Pflanzenschutzmittel-Industrie verstärkte als Konsequenz aus dem „cranberry scare“ ihre Öffentlichkeitsarbeit. Dies war mit ein Grund für ihre schnelle und heftige Reaktion auf das Erscheinen von Silent Spring.

## Einzelbelege
1. 1 2  T. R. Dunlap, S. 107–108
2. ↑  L. Lear, S. 358–361
3. ↑   A. Quaratiello, S. 91.